# بينيتو (بوليا)
بينيتو (بالإيطالية: Binetto)‏ هي بلدة وبلدية في مقاطعة باري في إقليم بوليا في جنوب إيطاليا.

## السكان
في سنة 1861 بلغ عدد السكان 1٬164 نسمة، وتطور العدد ليصل في سنة 2011 لـ 2٬162 نسمة.
يظهر هذا المخطط البياني تطور النمو السكاني لـ بينيتو (بوليا)